# Merzbow
Merzbow (メルツバウ?, Merutsubau), nome d'arte di Masami Akita (秋田 昌美?, Akita Masami) (Tokyo, 19 dicembre 1956), è un musicista rumorista giapponese.
Dal 1979 ha realizzato più di 350 registrazioni.
Il nome Merzbow è preso in prestito da un lavoro dell'artista tedesco Kurt Schwitters dal titolo Merzbau e sottolinea le influenze dadaiste di Akita Masami. Altre influenze citate nel lavoro di Masami sono il progressive rock, il free jazz, la musica contemporanea e la musique concrète, ma anche il BDSM e il bondage giapponese. Più recentemente ha tratto ispirazione da tematiche come i diritti degli animali e l'ambientalismo.
Oltre all'attività di musicista polifonico, ha scritto 17 libri e molti articoli occupandosi principalmente di arte, avanguardia e cultura postmoderna per varie riviste giapponesi. Si è poi interessato alla pittura, alla fotografia, alla realizzazione di film e spettacoli Butoh.
Nel 2000 la Extreme Records ha realizzato un cofanetto di 50 CD dal titolo Merzbox.

## Biografia

### La formazione
Masami Akita nasce a Tokio nel 1956. Gli ascolti giovanili che in seguito influenzarono il suo lavoro musicale furono la musica psichedelica, il rock progressivo e più avanti il free jazz. Al liceo collabora come batterista a diversi gruppi musicali. In questo periodo e nel seguente periodo universitario, assieme all'amico Kiyoshi Mizutani, iniziano a suonare improvvisazioni rock che Akita descriverà poi come lunghe jam session sulla linea degli Ashra Tempel o dei Can, ma totalmente prive di gusto psichedelico.
Alla Tamagawa University studia arti visive e pittura, interessandosi alle avanguardie del dada e del surrealismo, ma anche alla danza Butoh.

### Lowest Music & Arts (1979-'84)
Anche il progetto Merzbow nasce come duo nel periodo universitario, formato da Masami Akita e Kiyoshi Mizutani. Inizialmente realizzarono una serie di registrazioni rumoristiche che furono pubblicate su cassetta con una propria etichetta chiamata Lowest Music & Arts e fondata nel 1979 allo scopo di produrre artisti della scena underground. La prima pubblicazione della label fu Metal Acoustic Music che venne distribuita esclusivamente tramite posta. Seguirono una serie di 10 pubblicazioni tutte in serie limitata e distribuite inizialmente dalla label indipendente YLEM, poi in seguito alla chiusura di quest'ultima, dalla stessa Lowest Music & Arts.
I primi lavori erano composti da loop su nastro e percussioni metalliche. In questo primo periodo i suoni venivano realizzati registrando piccoli suoni che venivano micrfonati ed amplificati fino alla distorsione. Le copertine venivano spesso realizzate con fotocopie di collage di manga e riviste porno trovate fra le immondizie della metropolitana di Tokyo. Akita dichiarò in seguito che in questo modo di fare vi era il tentativo di creare nel compratore delle mie cassette nei primi '80, lo stesso sentimento di segretezza che vi è per il consumatore di porno.
È di questo periodo la pubblicazione dell'album Kibbutz per l'etichetta italiana ADN
Nel 1984 fonda la seconda etichetta battezzandola ZSF Produkt.

### ZSF Produkt (1984-'90)
La ZSF Produkt fu fondata nel 1984 per pubblicare artisti della scena industrial, ma alla fine il risultato fu di continuità rispetto all'etichetta precedente. Fra le numerose produzioni realizzate al ZSF Produkt studio la prima pubblicata fu Mechanization Takes Command.
In questo periodo Merzbow acquisisce un vasto riconoscimento internazionale, pubblicando per varie etichette internazionali e molti furono i tour organizzati con l'aiuto di diversi collaboratori: 1988 in URSS, nel 1990 in USA, nel 1991 in Corea e nel 1989 e 1992 in Europa. Sul finire degli anni '80 i live di Merzbow erano eseguiti da un trio che includeva Reiko A. all'elettronica e Bara come voce e danzatore. In questo periodo parte anche il suo progetto per artwork con il nome Abtechtonics, che come spiega nel Merzbook usa come pseudonimo per le pubblicazioni dei propri lavori.

### Periodo digitale (1990-2000)
La prima registrazione digitale fu Cloud Cock OO Grand pubblicato in CD nel 1990. Con una ormai assodata credibilità internazionale, Merzbow inizia a lavorare a progetti più ambiziosi: Noisembryo era un album prodotto in edizione limitata di una sola copia sigillata nel lettore CD di una berlina BMW. Il CD ricominciava all'avvio dell'automobile. Il CD compare fra gli altri nel normale catalogo della sua etichetta. Le incisioni dalla metà degli anni '90, sono caratterizzate da volumi estremi di registrazione e masterizzazione, molto sopra gli standard. Nel 2000 la Extreme Records pubblica un cofanetto con 50 CD, 20 dei quali mai pubblicati precedentemente, dal titolo Merzbox.

### Periodo portatile (2000-oggi)
Dal 2000 Akita inizia ad usare con costanza il computer portatile nei suoi live. Le performance dal vivo vedono spesso una strumentazione composta da due portatili o un portatile accostato a sintetizzatori analogici. Reiko Azuma e Bara ormai fortemente impegnati nella loro carriera solista, smettono di seguire Merzbow nei live, e dal 2001 Jenny Akita, ex componente di Kawabata viene accreditata per l'artwork su varie edizioni.
Dal 2001 entrano nelle sonorità di Merzbow samples di vari animali. I primi ad essere usati furono le rane. Nel 2002 Akita abbraccia la pratica Vegan. Spiegherà in un'intervista che cominciò ad allevare per caso quattro galline ornamentali e questa esperienza lo portò ad analizzare diversamente gli animali da stalla e a prendere coscienza delle atrocità compiute dal genere umano in questo ambito. In questo periodo Merzbow sostiene la difesa dei diritti degli animali e queste tematiche si riflettono in molti suoi lavori. Minazo Vol. 1 e Vol. 2 sono dedicati all'elefante marino e molti lavori sono incentrati su registrazioni dei suoi polli (significativi sono Animal Magnetism e Turmeric)
Nel 2002 esce Merzbeat, che fu un punto di svolta nelle sonorità di Merzbow. L'album vede l'abbandono dell'abituale stile astratto in favore di brani più ritmati. Questa svolta generò controversie nel pubblico di Akita, ma la critica sostenne l'operazione tracciando un parallelo con le sonorità presenti in Aqua Necromancer (Alien8 Recordings, 1998) e ritmiche progressive rock. Merzbird (2004, Important Records) e Merzbuddha (2005, Important Records) proseguirono su questa linea.
Nel 2009 esce sempre per la Important Records un cofanetto di 13 CD dal titolo 13 Japanese Birds, un set di lavori realizzati mensilmente per 13 mesi. In questo lavoro Akita torna ad utilizzare sintetizzatori analogici in aggiunta ad una batteria elettronica. Nel 2009 i tour previsti per Europa ed America vengono sospesi a causa del focolaio di influenza suina.
Nel 2010 vengono ristampati molti album degli anni '80. In questo periodo teso alla rivalutazione da parte della critica di tutto il sottobosco degli anni '80 legato alle pubblicazioni su cassetta, molte sono le ristampe di Merzbow di quel periodo su nastro. Nel 2010 esce inoltre un nuovo album dal titolo Marmo per la italiana Old Europa Cafe.

## Collaborazioni
Fra i moltissimi artisti con cui ha collaborato si contano gli AMM, i Boris, Kim Cascone, Genesis P-Orridge, i Pan Sonic, DJ Spooky, i Sonic Youth, Z'EV e Luther Blissett.